# 史周洛
史周洛（?—?），唐朝灵武建康（今甘肃省高台县東南）人，出自奚族。
史周洛原本是魏博节度使麾下军校。事奉田季安，官至兵马大使、银青光禄大夫、检校太子宾客、兼御史中丞、柱国。长庆二年其子史憲誠发动兵变，成为魏博节度使。史周洛被封为北海郡王。

## 父
- 史道德，开府仪同三司、试太常卿、上柱国、怀泽郡王。